# Сирена с «Миссисипи»
«Сирена с „Миссисипи“» (фр. La Sirène du Mississipi) — художественный фильм 1969 года совместного производства Франции и Италии, снятый режиссёром Франсуа Трюффо. Фильм снят на основе романа американского писателя Уильяма Айриша «Вальс в темноте», написанного им в 1947 году.
Главные роли в этом фильме исполнили Жан-Поль Бельмондо, Катрин Денёв, Мишель Буке и Нелли Боржо. Премьера фильма состоялась 18 июня 1969 года во Франции.
Фильм посвящён Жану Ренуару.

## Сюжет
Луи Маэ — обеспеченный одинокий человек. Он живёт на острове Реюньон и является владельцем табачных плантаций и фабрики. Луи знакомится по переписке с девушкой Жюли Руссель, и она вот-вот должна к нему приехать. Луи встречает её с корабля «Миссисипи». Однако вместо Жюли приезжает другая девушка — Марион Вергано, которая убила Жюли и теперь выдаёт себя за неё. Марион удаётся объяснить Луи, почему она не совсем похожа на фотографии, которые Жюли высылала Луи. Она говорит, что из скромности высылала фотографии своей подруги. Луи верит ей и, ничего не подозревая, всё сильнее влюбляется в неё. Марион притягивает его, словно сирена.
Марион интересен не Луи, а его деньги, с которыми она и исчезает после свадьбы. Луи же любит её и хочет найти. Он встречается с сестрой настоящей Жюли и узнаёт всю правду. Теперь он нанимает частного детектива Комоли для того, чтобы он нашёл обманщицу. Сам Луи отправляется на Лазурный берег, где и встречает Марион. Он ничего не может поделать с собой и снова влюбляется в неё. Вместе они проматывают оставшиеся деньги.
Через некоторое время их находит Комоли и хочет арестовать Марион за убийство Жюли. Луи не позволяет ему этого сделать и убивает детектива. Марион и Луи прячут тело убитого и отправляются в Лион. У парочки закончились деньги, и Луи продаёт долю бизнеса своему компаньону и получает от него крупную сумму. Теперь влюблённые решают скрыться в Швейцарии, в Альпах. Марион пытается совершить ещё одну гнусность — медленно отравить Луи ядом для мышей. Он замечает это и хочет убежать, но когда снова видит Марион, то опять не может ничего поделать с собой и остаётся. В итоге следует сцена взаимного признания: Марион и Луи признаются друг другу в любви. Теперь у пары появляется ещё одна, третья попытка начать любовные отношения сначала.

## В ролях
- Жан-Поль Бельмондо — Луи Маэ
- Катрин Денёв — Жюли Руссель / Марион Вергано (Бердамо)
- Мишель Буке — частный детектив Комоли
- Нелли Боржо[фр.] — Берта Руссель
- Марсель Бербер — Жардин
- Ролан Тино — Ришар
- Ив Друэ — детектив
- Мартин Феррьер — домовладелица
- Альбер Рамассами — священник

## Реакция

### Оценки
Французский режиссёр охарактеризовал участие Бельмондо в этом фильме как «полупровал». Бельмондо, вспоминая о приёме своих фильмов того периода, говорил: «Когда я скоморошничаю на экране, говорят, что я перегибаю палку, а, когда вышел „Вор“, знаменитый критик из „Нувель Обсерватер“ Жан-Луи Бори сказал, что я сплю на ходу! „Сирену“ критики тоже разнесли в пух и прах. Было чем поживиться: Трюффо, Денёв, Бельмондо! Но работать с Трюффо было очень приятно, он любил актёров. После провала фильма он написал мне письмо — он вообще писем писал много, — в котором извинялся, за то что втянул меня в эту историю». Сайт Rotten Tomatoes дал фильму рейтинг 88 %: из 8 критиков лишь один поставил фильму негативную оценку. Фильм получил средний рейтинг 8 баллов по десятибалльной шкале.